# John Bates Clark

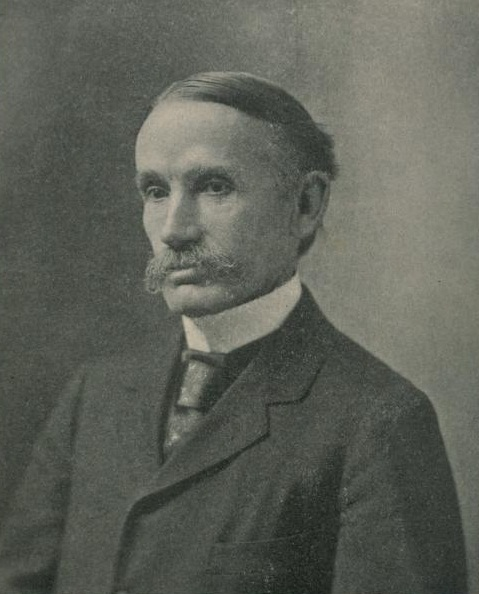
John Bates Clark

John Bates Clark (16 januari 1847 – 21 maart 1938) was een Amerikaanse neo-klassieke econoom. Hij was een van de pioniers in de marginalistische revolutie en opponent van het institutioneel economische gedachtegoed. Het grootste deel van zijn carrière gaf hij les aan de Columbia-universiteit.
Vanaf 1877 publiceerde Clark meerdere artikelen die later veelal aangepast zijn in "The Philosophy of Wealth" (1886), waarin hij een originele versie van de marginale nuts theorie formuleerde. Dit principe werd al eerder beschreven door William Stanley Jevons in 1871, door Carl Menger, eveneens in 1871, en door Léon Walras in 1878. Deze periode wordt dan ook de marginalistische revolutie genoemd, en luidt een verandering in die later beschreven zou worden als de scheiding tussen het klassiek economisch- en het neo-klassiek economisch gedachtegoed. Waar de waarde van goederen door klassieke economen werd toegeschreven aan de kosten van productie, wordt dit volgens neo-klassieke denkers bepaald door marginale meerwaarden.

## Een voorbeeld van het marginalistische principe
Wanneer een boer een stuk land gebruikt voor de productie van gewassen zal de eerste werknemer die hij aanneemt een enorm absoluut verschil maken in de totale opbrengst. Tenslotte was er voor deze indienstneming niemand om arbeid te verrichten op het land, waarmee de productie stil lag. Dit individu zal dus een grote marge produceren, boven op het loon dat hij verdient, die ten goede komt aan de boer. De tweede werknemer die aangenomen wordt maakt even goed een groot verschil in de opbrengst als men deze vergelijkt met de opbrengst van het land toen er nog slechts één werknemer was. Echter, de toename van de opbrengst zal nooit zo groot zijn als de toename die de eerste werknemer teweegbracht. De marginale meerwaarde van de opbrengst neemt dus af. De laatste man die aangenomen wordt zal nog slechts een meerwaarde produceren die gelijk is aan zijn eigen loon. Het loon en dus de waarde van, in dit geval, arbeid, zal dus bepaald worden door de marginale opbrengst van de laatste werknemer.